# Xyroa amoena
Xyroa amoena är en skalbaggsart som beskrevs av Britton 1987. Xyroa amoena ingår i släktet Xyroa och familjen Melolonthidae. Inga underarter finns listade i Catalogue of Life.